# هنري بيرشارد فاين
هنري بيرشارد فاين (بالإنجليزية: Henry Burchard Fine)‏ هو رياضياتي أمريكي، ولد في 14 سبتمبر 1858 في شامبرسبورغ في الولايات المتحدة، وتوفي في 22 ديسمبر 1928 في برينستون في الولايات المتحدة.